# Maccabi București
Maccabi Bucureşti foi um clube de futebol romeno da cidade de Bucareste. Fundado em 1919,chegou a vencer a segunda divisão do Campeonato Romeno de Futebol em 1935.se fundiu com o Unirea Tricolor Bucureşti em 1948,para formar o atual FC Dinamo Bucureşti.